# حمام لاله‌زار
حمام لاله زار مربوط به دوره قاجار است و در شهرستان بردسیر، بخش لاله زار، دهستان لاله زار، روستای لاله زار، خیابان امام خمینی، کوچه دانشجو واقع شده و این اثر در تاریخ ۲۷ اسفند ۱۳۸۷ با شمارهٔ ثبت ۲۶۲۴۹ به‌عنوان یکی از آثار ملی ایران به ثبت رسیده است.